# Cegłów (gemeente)
De gemeente Cegłów is een landgemeente in het Poolse woiwodschap Mazovië, in powiat Miński.
De zetel van de gemeente is in Cegłów.
Op 30 juni 2004 telde de gemeente 6563 inwoners.

## Oppervlakte gegevens
In 2002 bedroeg de totale oppervlakte van gemeente Cegłów 95,74 km², waarvan:
- agrarisch gebied: 59%
- bossen: 35%

De gemeente beslaat 8,22% van de totale oppervlakte van de powiat.

## Demografie
Stand op 30 juni 2004:
| Omschrijving                   | Totaal | Totaal | Vrouwen | Vrouwen | Mannen | Mannen |
| ------------------------------ | ------ | ------ | ------- | ------- | ------ | ------ |
| eenheid                        | aantal | %      | aantal  | %       | aantal | %      |
| inwoners                       | 6563   | 100    | 3226    | 50,1    | 3207   | 49,9   |
| bevolkingsdichtheid (inw./km²) | 67,2   | 67,2   | 33,7    | 33,7    | 33,5   | 33,5   |

In 2002 bedroeg het gemiddelde inkomen per inwoner 1277,54 zł.

## Administratieve plaatsen (sołectwo)
Cegłów, Huta Kuflewska, Kiczki Pierwsze, Kiczki Drugie, Mienia, Pełczanka, Piaseczno, Podciernie, Podskwarne, Posiadały, Rososz, Rudnik, Skupie, Skwarne, Tyborów, Wiciejów, Wola Stanisławowska, Woźbin, Wólka Wiciejowska.

## Aangrenzende gemeenten
Jakubów, Kałuszyn, Latowicz, Mińsk Mazowiecki, Mrozy, Siennica